# 谢声鹤
谢声鹤，字梅贵，号云溪，福建诏安人，嘉庆年间贡生，历任仙游、清流县训导，擅长诗画。

## 作品
著有《雪谿詩鈔》。连横《台湾诗乘》中收录有谢声鹤的一首诗作。

## 家庭
- 父亲谢廷烘以儒学为业，《诏安县志》称其“草书笔气融贯，卓然自成一家”。
- 长子谢维松，县学秀才，擅长作诗。
- 二女谢浣湘（1801年～1871年），字芸史，女诗人[3]。
- 三子谢颖苏（1811年～1864年），书画家。